# 龍潭堵
龍潭堵，是新北市瑞芳區的一個地名，也是瑞芳市區所在地，位於該區西北部。相較於今日行政區，其範圍大致包括龍山里不含西北部凸出部分（台鐵深澳線以西地區）、龍鎮里、龍安里、龍潭里、龍川里、龍興里、柑坪里最西端。

## 歷史
台灣清治末期，龍潭堵地區為一街庄，稱為「龍潭堵庄」，隸屬於基隆堡。該庄西北與深澳坑庄為鄰，北與八斗仔庄為鄰，東與深澳庄、柑仔瀨庄為鄰，南邊及西南邊隔基隆河為三爪仔庄、魚桀魚坑庄。
1901年（日治明治三十四年）11月，該庄隸屬於基隆廳，編入第三區。1905年（明治三十八年）7月，第三區改名「瑞芳庄」。1920年（大正九年），該庄改制為「龍潭堵」大字，隸屬於臺北州基隆郡瑞芳街。
戰後瑞芳街改制為瑞芳鎮，隸屬於臺北縣，大字亦改制為里。2010年12月，臺北縣升格為新北市，瑞芳鎮改制為瑞芳區。

## 交通
台鐵宜蘭線經過龍潭堵地區南部，設有瑞芳車站。由此往東可前往宜蘭、羅東、花蓮、台東等地，往西可在七堵車站連接縱貫線以前往基隆、台北、桃園、新竹及中南部各地。
省道台62線即東西向快速公路－萬里瑞濱線，在本地區與深澳坑的交界處設有瑞芳交流道，由此往東可至瑞濱接濱海公路（省道台2線）以通往宜蘭，往西可至四腳亭交流道接省道台62甲線以通往基隆，或至大華系統交流道接國道1號以通往台北、桃園、新竹及中南部各地。
在聯外平面道路方面，省道台2丁線經過本地區東南部，往東北可前海岸地帶連接濱海公路，往南轉西可前往暖暖、八堵。市道102號經過本地區西部及中南部，往東可前往雙溪，往西可前往基隆市區。

## 學校
- 瑞芳高工
- 瑞芳國小
- 義方國小